# Marcos Vega
Marcos Vega Gómez (Mieres, 18 de diciembre de 1961) es un diplomático español.

## Biografía
Licenciado en Filología, ingresó en 1989 en la carrera diplomática. Ha estado destinado en las representaciones diplomáticas españolas en Irak, Jerusalén y Marruecos. Ha sido vocal asesor en el Gabinete del ministro del Interior y consejero cultural en la embajada de España en Rusia. 
En 2002 fue nombrado segundo jefe en la embajada de España en Trípoli y, posteriormente, encargado de negocios en la embajada de España en Irak y director de división en la División de Asuntos Multilaterales y OSCE. De 2006 a 2011 fue embajador de España en la República de Yemen. De 2011 a 2012 fue embajador en Finlandia. En 2018 fue nombrado embajador general de España en Canadá (Toronto).